# Marina de Tavira
Marina de Tavira Servitje (Ciudad de México, 21 de noviembre de 1974) es una actriz mexicana nominada al premio Óscar. Es reconocida por sus distintos papeles tanto en el cine como en la televisión.

## Biografía
Su abuelo fue Lorenzo Servitje, fundador de Grupo Bimbo, y su tío, Daniel Servitje Montull, actual CEO de esa empresa mexicana. En su árbol genealógico también se encuentra el primer director del penal del Altiplano, Juan Pablo de Tavira, de acuerdo con un recuento familiar que le fue realizado a la actriz por parte de la revista Clase.
La historia materna de Tavira se vincula a Juan Servitje Torrallardona, un catalán que llegó a nuestro país durante 1904. Él fundó la pastelería El Molino, que quedó en manos de su hijo Lorenzo y posteriormente dio lugar a la empresa que hoy vale 9 700 millones de dólares y ocupa el puesto 433 de la lista Global 2000 de Forbes.
Servitje tuvo siete hijos. Una de ellos, María Lucila Isabel Servitje Montull, se desempeñó como maestra en teología y directora del Instituto Mexicano de Doctrina Social Cristiana.
El padre de la actriz mexicana fue el director que recibió en el penal de alta seguridad internos como Joaquín El Chapo Guzmán, Rafael Caro Quintero, Mario Aburto Martínez y Miguel Ángel Félix Gallardo. Tras múltiples amenazas de muerte, el funcionario del penal fue encontrado muerto en noviembre de 2000.
Es sobrina del director de teatro Luis de Tavira y de la actriz Rosa María Bianchi; prima de Pedro de Tavira Egurrola y José María de Tavira.

## Carrera profesional
Estudió actuación en La casa del teatro y el Núcleo de Estudios Teatrales y el Centro de Formación Teatral San Cayetano. Su primer trabajo después de graduarse de la carrera de actuación fue en la puesta en escena Feliz nuevo siglo Doktor Freud.
Forma parte del colegio de maestros de Casa del Teatro. Es miembro y fundadora, junto con Enrique Singer, de la productora Incidente Teatro con la que han estrenado: Traición, de Harold Pinter, Crímenes del corazón, de Beth Henley, La mujer justa, de Hugo Urquijo (basada en la novela de Sándor Márai) y La anarquista, de David Mamet.
Marina de Tavira debutó en la obra Feliz nuevo siglo doktor Freud de Sabina Berman. Ha participado en más de 25 puestas en escena como Siete puertas, Bajo la piel del castor y Fotografía en la playa (Compañía Nacional de Teatro). Además de Alguien va a venir (Teatro Línea de Sombra) y Por el gusto de morir bajo el volcán, El Amante y Tomar partido, entre otras.
En 2019 fue nominada al premio de la Academia de Artes y Ciencias Cinematográficas, el Óscar, como mejor actriz de reparto por su trabajo en Roma, de Alfonso Cuarón.

## Vida personal
Tras ser nominada al Óscar, regresó al teatro en la obra Tragaluz, en La casa del teatro, la escuela donde estudió en la Ciudad de México.
Desde 2012 a 2019, sostuvo una relación con el actor mexicano Rafael Sánchez Navarro. Actualmente mantiene una relación con el actor Diego Luna.

### Roma
La dramaturga contó a un diario ecuatoriano que el padre de Marina fue asesinado un día antes de su debut como actriz, pero ella decidió presentarse. En esa presentación estaba Luis Rosales, quien hoy es director de casting en Netflix, quien la llamó para participar en la cinta Roma, dirigida por el mexicano Alfonso Cuarón.
Roma le brindó la oportunidad de ser considerada por la academia como nominada a Mejor Actriz de Reparto, en conjunto con Amy Adams, Regina King, Emma Stone y Rachel Weisz, en la misma categoría.

## Filmografía

### Cine
- Reminiscencia (2021) ... Tamara "Swati" Sylvan
- Esto no es Berlín (2019) ... Carolina
- Roma (2018) ... Sofía
- Cómplices (2018) ... Teresa D,Ors
- Ana y Bruno (2018) ... Carmen
- Los árboles mueren de pie (2015) ... Helena
- Espacio interior (2012) ... Josefa
- Viento en contra (2011) ... Liseta
- Desafío (2010) ... Julieta
- Cinco días sin Nora (2008) ... Nora Kurtz
- Casi divas (2008) ... Modelo
- Amor, dolor y viceversa (2008) ... Marcela Padilla
- La Zona (2007) ... Andrea
- Efectos secundarios (2006) ... Marina
- Un mundo maravilloso (2006) ... Enfermera Guapa
- Hijas de su madre: Las Buenrostro (2005) ... Teresa

### Televisión
- Now and Then (2022) ... Ana[7]
- Falco (2018) ... Carolina
- Ingobernable (2017) ... Patricia Lieberman
- El señor de los cielos (2015) ... Begoña Barraza
- Capadocia (2010) ... Blanca Alfaro
- Los Minondo (2010) ... Cayetana Sulbarrán
- Las Aparicio (2010) ... Eva
- Los simuladores (2009) ... Perla
- S.O.S.: Sexo y otros secretos (2007-2008) ... Pamela
- Decisiones (2005) ... Episodio: Dos en una
- Tentaciones (1998) ... Eliana

Cortometrajes
- Azul maduro (2015) ... Lorena Grande
- El comienzo del fin (2008) ... Ella
- Muerte anunciada (2006) ... Norita
- Viajando sobre los durmientes (1999) ... Marina

## Premios y nominaciones
Premios Óscar
| Año  | Categoría               | Película | Resultado |
| ---- | ----------------------- | -------- | --------- |
| 2019 | Mejor actriz de reparto | Roma     | Nominada  |

Premios Platino
| Año  | Categoría                     | Película | Resultado |
| ---- | ----------------------------- | -------- | --------- |
| 2019 | Mejor interpretación femenina | Roma     | Nominada  |

Premios Ariel
| Año  | Categoría                  | Película | Resultado |
| ---- | -------------------------- | -------- | --------- |
| 2019 | Mejor coactuacion femenina | Roma     | Ganadora  |